# Leopoldo Calvo-Sotelo

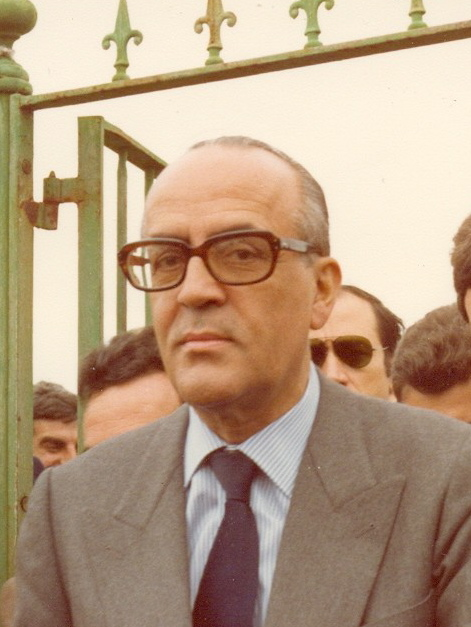
Calvo-Sotelo in El Puerto de Santa María in 1976

Leopoldo Calvo-Sotelo Bustelo, Markies van la Ría de Ribadeo (Madrid, 14 april 1926 – Pozuelo de Alarcón, 3 mei 2008) was een Spaans politicus en zakenman en was minister-president van Spanje van 25 februari 1981 tot 28 oktober 1982. Zijn oom José Calvo Sotelo was minister van financiën tijdens de dictatuur van Miguel Primo de Rivera.

## Zakenman
Don Leopoldo Calvo-Sotelo y Bustelo, Marqués de la Ría de Ribadeo studeerde wegenbouwkunde en werd in 1963 adviseur van het bedrijf Unión Explosivos Riotinto. Van 1967 tot 1968 was hij voorzitter van de raad van bestuur voor de Spaanse nationale spoorwegmaatschappij Renfe. Hij werd in 1970 aangewezen als vertegenwoordiger van de chemische industrie in de regering van generaal Francisco Franco. 

## Minister
Nadat de dictator was gestorven, koos Calvo-Sotelo voor een meer actieve rol in de politiek. In 1975 werd hij minister van Handel onder de regering van Carlos Arias Navarro. 
In de eerste regering van Adolfo Suárez (1976-1977) bekleedde hij de post van minister van Openbare Werken. Na de eerste verkiezingen voor een democratisch gekozen regering na de dood van Franco, werd hij minister van Handel. Hij klom binnen zijn partij, de Unión de Centro Democrático (UCD), op tot woordvoerder in het parlement (1977-1978), daarna werd hij minister voor Relaties met de Europese Gemeenschap (1978-1979), en vervolgens vicepresident van Economische Zaken (1979-1980).

## Premier
Nadat premier Adolfo Suárez aan de koning zijn ontslag had aangeboden, werd Calvo-Sotelo kandidaat voor het ambt van minister-president. Tijdens de verkiezingen voor deze post, op 23 februari 1981, viel luitenant-kolonel Antonio Tejero het parlement binnen met enige leden van de Guardia Civil, in een poging een staatsgreep te bewerkstelligen. De staatsgreep werd echter voorkomen en Calvo-Sotelo werd tot minister-president verkozen. 
Onder zijn regering werd een behoudende koers gevolgd, waarbij het toetreden van Spanje tot de NAVO de meest omstreden stap was. De UCD leed in 1982 een forse nederlaag in de verkiezingen, hetgeen ook het einde van het premierschap betekende. 

## Volksvertegenwoordiger
Calvo-Sotelo veroverde echter wel een zetel in het parlement en bleef daar gedurende vier jaar zitten. In 1984 werd hij onderdeel van de Spaanse vertegenwoordiging in de Raad van Europa. In 1986 werd hij gekozen tot Spaans vertegenwoordiger in het Europees Parlement. 

## Oude dag
In 2002 kreeg hij van de Spaanse koning als dank voor bewezen diensten de titel Marqués de la Ría de Ribadeo. Hij is de oom van de huidige minister van Onderwijs in het kabinet van Zapatero, Mercedes Cabrera Calvo-Sotelo, en de neef van de in 1936 vermoorde José Calvo Sotelo, minister van Economische Zaken onder de dictatuur van Miguel Primo de Rivera. 
Hoewel Leopoldo Calvo-Sotelo de laatste jaren voornamelijk actief was als adviseur in het bedrijfsleven had hij toch nog politieke invloed. In 2007 liet hij zijn stem horen in de Consejo de Estado, een Spaanse regeringscommissie, waarbij hij kritiek uitte op de regering van José Luis Rodríguez Zapatero en pleitte voor toenadering tussen de twee grote politieke partijen, de PSOE en PP. 
Leopoldo Calvo-Sotelo was getrouwd met Pilar Ibáñez en had acht kinderen. Zijn voorouders komen uit Galicië en Calvo-Sotelo bezocht deze streek dan ook regelmatig. Hij overleed in mei 2008 op 82-jarige leeftijd.
- Bibsys: 90602905
- Biblioteca Nacional de España: XX854900
- Bibliothèque nationale de France: cb12312496m (data)
- Catàleg d'autoritats de noms i títols de Catalunya: 981058511836406706
- CiNii: DA06083816
- Gemeinsame Normdatei: 118638181
- International Standard Name Identifier: 0000 0000 8138 0420
- Library of Congress Control Number: n79041309
- Istituto Centrale per il Catalogo Unico: PALV015045
- Système universitaire de documentation: 032014589
- Virtual International Authority File: 59151371
- WorldCat: E39PBJdRw3t89JFd9VmmkyMByd